# Giuseppe de Lieto
Giuseppe de Lieto (Aversa, 2 febbraio 1869 – Aversa, 17 novembre 1910) è stato un avvocato e politico italiano, figlio del duca Gennaro e della nobildonna Marianna Pirolo.

## Biografia
Avvocato, fu vicepretore di Aversa e quindi sindaco della città dal 1907 al 1910.
Fu ucciso da un delinquente che voleva vivere con i sussidi comunali che il Sindaco gli aveva negato. Il de Lieto che pure nel privato aveva aiutato con il sostegno personale l'empio assassino, lo perdonò sul letto di morte. Di questa vicenda scrissero i giornali di tutta Europa. Il duca, infatti, si era già distinto per la sua generosità durante il periodo della peste, recandosi in tutte le case dei cittadini bisognosi incurante del contagio. Fu dichiarato dal Consiglio Comunale "Vittima del dovere". 
A lui è stata dedicata l'Aula del Consiglio Comunale di Aversa, in cui è presente un suo ritratto, ed inoltre nel 2012 è stata scoperta una lapide sulla parete del Municipio dal lato di piazza Don Giuseppe Diana.